# Peter Dickel

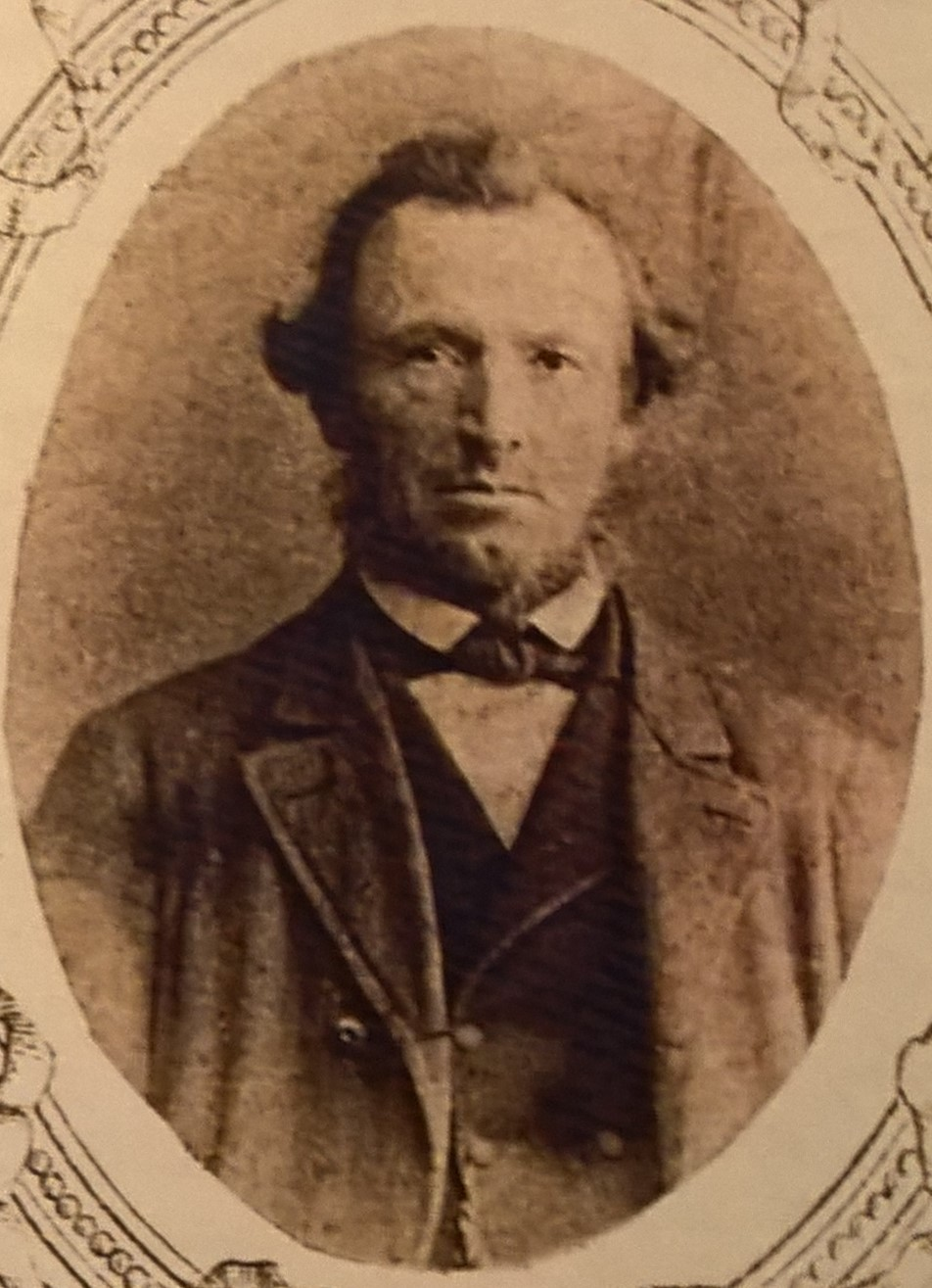
Fotografie von Peter Dickel

Johann Peter Dickel (* 18. September 1819 in Treisbach; † 27. Juni 1896 ebenda) war ein deutscher Orgelbauer, der vorwiegend im Gebiet der heutigen Landkreise Marburg-Biedenkopf und Waldeck-Frankenberg (Hessen) wirkte.

## Leben und Werk
(Johann) Peter Dickel entstammte einer Orgelbauerfamilie. Der Großvater Johann Heinrich Dickel (* 25. Februar 1745 in Berghausen bei Bad Berleburg; † 1796 in Mosbach) war Geselle bei Knaut in Heidelberg und heiratete 1769 Margarethe Friederike Müller, die Tochter des Orgelbauers und Knaut-Nachfolgers Johann Friedrich Ernst Müller aus Heidelberg. Von Mosbach aus baute er ab 1771 mindestens 15 neue Orgeln. Dem Ehepaar wurde (Philipp) Heinrich Dickel (* 21. Februar 1783 in Mosbach; † 15. Februar 1870 in Treisbach) geboren, der ab 1809 in Wingeshausen als Orgelbauer nachweisbar ist. Er reparierte Orgeln und schuf etwa ein Dutzend Orgelneubauten, die als minderwertig galten. So sei das gebrauchte Instrument in Ginseldorf, das Dickel 1833 lieferte, „ein erbärmlich Werk, das die Gemeinde einem unerfahrenen Orgelflicker, Dickel aus Treisbach, abgekauft hatte.“ Von ihm sind nur die Prospekte in Treisbach und Amönau erhalten. Am 26. März 1812 heiratete er die Witwe Elisabeth Gertraud Dickel. Nach dem Tod seiner ersten Frau heiratete Philipp Heinrich Dickel am 18. Juli 1819 Anna Catharina Immel († 3. August 1844) und ließ sich in Treisbach als Orgelbauer nieder. Sein Schwiegervater Johann Jost Immel war dort Gemeindevorsteher. Aus der Ehe gingen sieben Kinder hervor.
Keine acht Wochen nach der Hochzeit wurde Peter Dickel am 8. September 1819 geboren. Erstmals ist er als Orgelbauer bei einer Reparatur 1842/1843 in Kleinseelheim zusammen mit seinem Vater nachgewiesen. Er übernahm bereits im Jahr 1845 die Werkstatt des Vaters, der sie ihm aufgrund seiner schwachen Gesundheit vorzeitig übergab. Am 18. Februar 1849 heiratete Peter Dickel in Treisbach Karoline Sophia Häuser, eine Tochter des Ebsdorfer Schulmeisters Johann Häuser. Unter der Leitung von Peter Dickel nahm die Werkstatt einen deutlichen Aufschwung; bis Ende der 1880er Jahre entstand jährlich etwa eine neue Orgel. Bisher sind 32 Neubauten nachgewiesen. In der Regel verfügen seine Dorforgeln über bis zu zehn Register auf einem Manual und Pedal. Nur vereinzelt baute Dickel zweimanualige Werke. In Westhessen war Dickel der meistbeschäftigte Orgelbauer seiner Zeit. Zwei Kinder starben im Säuglingsalter. Die Tochter Amalie (* 24. Oktober 1853) heiratete 1884 den Landwirt und Schreiner Johannes Acker, der in der Orgelwerkstatt mitarbeitete. Der Sohn Heinrich (* 3. März 1856 in Treisbach; † 15. August 1877) verstarb mit 21 Jahren und konnte die Werkstatt nicht übernehmen, die mit dem Tod von Peter Dickel erlosch. Dickel arbeitete mit dem kurhessischen Bezirkskonservatoren und Orgelforscher Ludwig Bickell aus Marburg zusammen, der den Prospekt für die Kirche in Großseelheim entwarf.

## Werkliste
Kursivschreibung gibt an, dass die Orgel nicht oder nur noch das historische Gehäuse erhalten ist. In der fünften Spalte bezeichnet die römische Zahl die Anzahl der Manuale und ein großes „P“ ein selbstständiges Pedal. Die arabische Zahl gibt die Anzahl der klingenden Register an. Die letzte Spalte bietet Angaben zum Erhaltungszustand oder zu Besonderheiten.
| Jahr      | Ort                         | Kirche                         | Bild | Manuale | Register | Bemerkungen |
| --------- | --------------------------- | ------------------------------ | ---- | ------- | -------- | --- |
| 1845      | Beltershausen               | Bartholomäuskirche             |      | I/P     | 7        | Neubau; 1969 in die Evangelische Kirche Allna umgesetzt und dort erhalten (Bild)                                                          |
| 1845      | Winnen (Allendorf/Lumda)    | Evangelische Kirche            |      | I/P     | 11       | Neubau gemeinsam mit Heinrich Dickel; nicht erhalten                                                                                      |
| 1846      | Kleinseelheim               | Evangelische Kirche            |      | I/P     | 11       | gemeinsam mit Heinrich Dickel Umbau der Orgel von Johann Andreas Heinemann (1758), ein Register erhalten                                  |
| 1846      | Krofdorf-Gleiberg           | Katharinenkirche Gleiberg      |      | I/P     | 12       | Neubau gemeinsam mit Heinrich Dickel; 1945 zerstört                                                                                       |
| 1848      | Cölbe                       | Evangelische Kirche            |      | I/P     | 8        | Neubau; nicht erhalten |
| 1849      | Geismar (Frankenberg)       | Evangelische Kirche            |      | I/P     | 11       | ursprünglich das Hauptwerk der Orgel in der Marburger Elisabethkirche; nicht erhalten                                                     |
| 1851      | Bad Laasphe                 | Evangelische Kirche            |      | I/P     | 10       | Instandsetzung der Orgel von Georg Henrich Wagner (1663)                                                                                  |
| 1853      | Obereisenhausen             | Evangelische Kirche            |      | I/P     | 10       | Neubau mit klassizistischem Prospekt unter Dreiecksgiebel; 1959 ersetzt                                                                   |
| 1855–1856 | Biedenkopf                  | Hospitalkirche                 |      | I/P     | 7        | Neubau mit mechanischen Schleifladen; 1970 ersetzt                                                                                        |
| 1855      | Wollmar                     | Evangelische Kirche            |      | I/P     | 10       | Neubau; Prospekt erhalten |
| 1857      | Dreihausen (Ebsdorfergrund) | Evangelische Kirche            |      | II/P    | 15       | Neubau; 1954 Umbau, 1982 Restaurierung durch Gerald Woehl                                                                                 |
| 1858      | Hartenrod                   | Evangelische Kirche            |      | I/P     | 12       | Neubau hinter frühneuromanischem Prospekt; nicht erhalten                                                                                 |
| 1859      | Erfurtshausen               | St. Michael                    |      | I/P     | 10       | Neubau, möglicherweise unter Einbeziehung von Teilen aus der Orgel in Mardorf (1720), die Dickel zeitgleich abbaute; vollständig erhalten |
| 1860      | Heskem                      | Evangelische Kirche            |      | I/P     | 7        | nicht erhalten |
| 1861–1862 | Dexbach                     | Evangelische Kirche            |      | I/P     | 8        | Neubau unter Einbeziehung des barocken Prospekts und älterer Teile; bis auf zwei Schleierbretter nichts erhalten                          |
| 1862      | Hachborn                    | Evangelische Kirche            |      | I/P     | 9        | Neubau; Prospekt teilweise erhalten |
| 1862      | Wolferode (Stadtallendorf)  | Evangelische Kirche            |      | I/P     | 9        | Neubau; erhalten |
| 1863      | Todenhausen (Wetter)        | Evangelische Kirche            |      | I/P     | 8        | Neubau; Prospekt verändert erhalten |
| 1864      | Wiesenfeld (Burgwald)       | Evangelische Kirche            |      | I/P     | 7        | Neubau, identisch mit Roda |
| 1865      | Roda (Rosenthal)            | Evangelische Kirche            |      | I/P     | 7        | Neubau, identisch mit Wiesenfeld |
| 1866      | Londorf                     | Evangelisch-lutherische Kirche |      | II/P    | 20       | Neubau; 1911 ersetzt, aber Prospekt und einige Register beibehalten                                                                       |
| 1867–1868 | Ebsdorf                     | Evangelische Kirche            |      | II/P    | 19       | Neubau hinter Prospekt von 1788; nicht erhalten                                                                                           |
| 1870      | Birkenbringhausen           | Evangelische Kirche            |      | I/P     | 10       | Neubau |
| 1870      | Bernsfeld                   | Evangelische Kirche            |      | I/P     | 9        | Neubau; 1973 in die neue Kirche umgesetzt                                                                                                 |
| 1870      | Marburg                     | Universitätskirche             |      | II/P    |          | Reparatur der Orgel von Eobanus Friedrich Krebaum (1845)                                                                                  |
| 1871      | Hatzfeld (Eder)             | Evangelische Kirche            |      | I/P     | 9        | Neubau; Teile im Neubau in Dreifelden (1958) einbezogen                                                                                   |
| 1876      | Großseelheim                | Evangelische Kirche            |      | I/P     | 11       | Neubau, neugotischer Prospektentwurf von Ludwig Bickell; nicht erhalten                                                                   |
| 1877      | Weitershain                 | Evangelische Kirche            |      | II/P    | 10       | Neubau als Brüstungsorgel mit mechanischen Schleifladen; vollständig erhalten                                                             |
| 1879      | Warzenbach                  | Evangelische Kirche            |      | I/P     | 10       | Neubau; Prospekt erhalten |
| 1882      | Albshausen (Rauschenberg)   | Evangelische Kirche            |      | I/P     | 9        | Neubau; Prospekt erhalten |
| 1882      | Willersdorf (Frankenberg)   | Evangelische Kirche            |      | I/P     | 7        | Neubau |
| 1885      | Schwarzenborn (Cölbe)       | Evangelische Kirche            |      | I/P     | 7        | Neubau; weitgehend erhalten |
| 1886–1887 | Ernsthausen (Rauschenberg)  | Evangelische Kirche            |      | I/P     | 8        | Neubau; Prospekt erhalten |
| 1887      | Mohnhausen                  | Evangelische Fachwerkkirche    |      | I/P     |          | Neubau |
| 1888      | Halsdorf (Wohratal)         | Evangelische Kirche            |      | I/P     | 6        | Neubau |
| 1889–1890 | Ernsthausen (Burgwald)      | Evangelische Kirche            |      | II/P    | 11       | Neubau; erhalten |